# Frank Church–River of No Return Wilderness

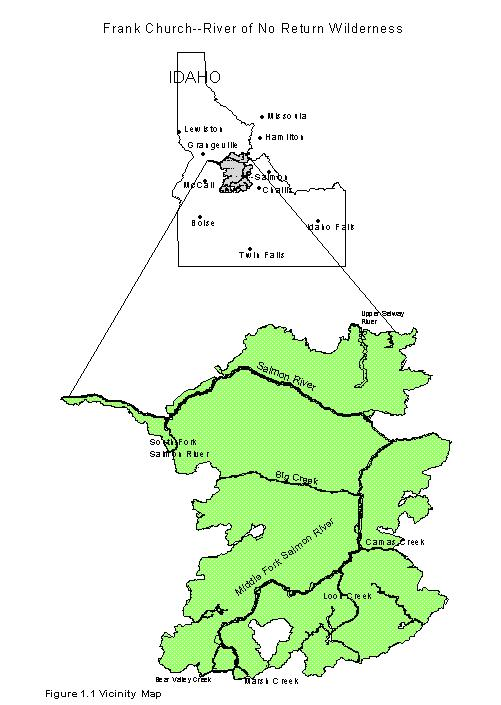
Karte mit der Ausdehnung innerhalb Idahos

Die Frank Church–River of No Return Wilderness Area ist ein Schutzgebiet vom Typ einer Wilderness Area in Idaho, Vereinigte Staaten. Sie wurde 1980 vom Kongress der Vereinigten Staaten geschaffen und 1984 in Frank Church-River of No Return Wilderness Area zu Ehren des Senators Frank Church umbenannt.
Mit 9580 km² ist es die größte zusammenhängende, föderal verwaltete Wildnis der Vereinigten Staaten außerhalb von Alaska und steht nach der zusammenhängenden Fläche hinter dem vom Staat New York verwalteten Adirondack Park im Upstate New York, der rund 46 % seiner staatlich verwalteten Fläche von 9.375 Quadratmeilen (24.281 km²) als Wildnisgebiet umfasst, an zweiter Stelle. Die Death Valley Wilderness ist zwar das größte einzeln ausgewiesene Gebiet, besteht aber aus zahlreichen nicht verbundenen Einheiten. Das Schutzgebiet schützt mehrere Gebirgszüge, eine umfangreiche Tierwelt und einen Teil des Salmon River.

## Beschreibung
Zusammen mit der angrenzenden Gospel Hump Wilderness und dem umgebenden ungeschützten, straßenlosen und vom Forest Service verwalteten Land ist es der Kern eines 13.000 km² großen, straßenlosen Gebietes. Das Gebiet ist von der Selway-Bitterroot Wilderness im Norden durch einen einzigen unbefestigten Weg getrennt.  Die Wilderness Area beinhaltet Teile von verschiedenen Gebirgsketten, darunter die Salmon River Mountains, die Clearwater Mountains und die Bighorn Crags. Die Gebirgszüge werden durch steile Schluchten des Middle- und Main-Fork des Salmon Rivers getrennt. Der Salmon River ist beliebt für Wildwasser-Rafting und wird umgangssprachlich als „River of No Return“ bezeichnet, da die schnelle Strömung die Aufwärtsfahrt erschwert. Der größte Teil des Gebietes ist von Nadelwäldern bedeckt, mit trockenem, offenem Land entlang der Flüsse in niedrigeren Lagen.
Während die Ausweisung als Wildnisgebiet in den Vereinigten Staaten im Allgemeinen das Verbot motorisierter Maschinen vorschreibt, ist der Einsatz von Jetbooten (auf dem Main Fork des Salmon River) sowie mehrere Landebahnen, die vor der Ausweisung als Wilderness Area errichtet wurden, erlaubt.

### Nationalforste
Die Frank Church–River of No Return Wilderness beinhaltet Teile von sechs verschiedenen Nationalwäldern sowie einen relativ kleinen Teil vom Bureau of Land Management verwaltetes Land. In absteigender Reihenfolge an Fläche sind dies:

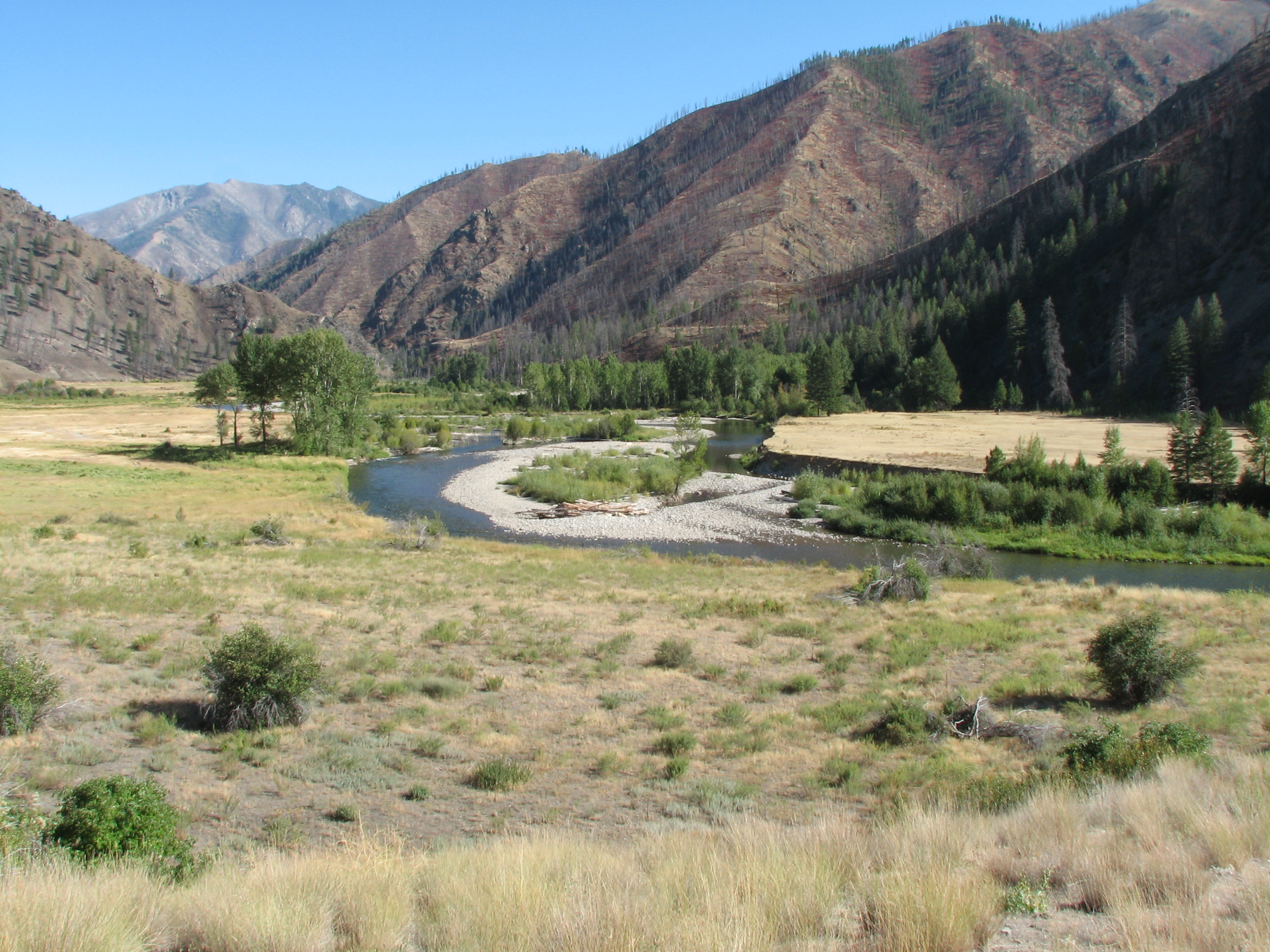
Der Cabin Creek im Schutzgebiet

- Salmon-Challis National Forest (39,59 %)
- Payette National Forest (33,45 %)
- Boise National Forest (14,06 %)
- Bitterroot National Forest (8,18 %)
- Nez Perce National Forest (4,68 %)
- Bureau of Land Management (0,034 %)

## Geschichte
1931 wurden 1.090.000 Acres (4.400 km²) im zentralen Idaho vom Forest Service zur Idaho Primitive Area erklärt. 1963 wurde die Selway-Bitterroot Wilderness in drei Teile geteilt: Die Selway-Bitterroot Wilderness, die Salmon River Breaks Primitive Area und der Magruder Corridor, also das Land zwischen den beiden Gebieten.
Frank Church war Förderer im Senat für den Wilderness Act von 1964, der 9 Millionen Acres (36.000 km²) Land der Vereinigten Staaten als Teil des National Wilderness Preservation System schützte. 1968 führte er den Wild and Scenic Rivers Act ein, zu dem auch der Middle Fork des Salmon Rivers gehörte, so dass die Flüsse „in frei fließendem Zustand erhalten bleiben und sie und ihre unmittelbare Umgebung zum Wohle und Genuss heutiger und zukünftiger Generationen geschützt werden“.
Church's Umweltpolitik mündete 1980 in der Verabschiedung des Central Idaho Wilderness Act. Die Handlung schuf die River of No Return Wilderness, indem sie die Idaho Primitive Area, die Salmon River Breaks Primitive Area und einen Teil des Magruder Corridor kombinierte.  Das Gesetz hat auch 200 km (125 Meilen) des Salmon Rivers dem Wild and Scenic Rivers System hinzugefügt. Präsident Carter hatte seine Familie im August 1978 zu einer dreitägigen Floßfahrt entlang des Middle Forks des Salmon Rivers mitgenommen, begleitet von Innenminister Cecil Andrus, dem ehemaligen (und zukünftigen) Gouverneur von Idaho. Die Regierung übermittelte einen zentralen Vorschlag für die Wildnis in Idaho an den Kongress im weiteren Verlauf dieses Jahres und Carter unterzeichnete die finale Verordnung am 23. Juli 1980.

### Umbenennung
Im Januar 1984 ehrte der Kongress die Senator Church, indem er das Gebiet in „The Frank Church–River of No Return Wilderness“ umbenannte. Idahos Senator Jim McClure führte die Maßnahme Ende Februar im Senat ein und Präsident Reagan unterzeichnete die Verordnung am 14. März, weniger als vier Wochen vor dem Tod von Church am 7. April im Alter von 59 Jahren.

## Tierwelt
Aufgrund seiner Größe bietet das Wildnisgebiet einen abgeschiedenen Lebensraum für eine Vielzahl von Säugetierarten, darunter einige seltene, gefährdete Arten. Die Wildnis wird von einer großen Population von Pumas und grauen Wölfen bewohnt. Die Populationen von Schwarzbären sowie von Luchs, Kojote und Rotfuchs sind über das gesamte Gebiet verteilt. Andere beobachtbare Wiederkäuer in der Wildnis sind Dickhornschafe, Schneeziegen, Wapitis, Elche, Maultierhirsche und Weißwedelhirsche. Obwohl dieser Bereich als eines der wenigen verbleibenden Gebiete in den angrenzenden Staaten mit einem geeigneten Lebensraum für Grizzlybären gilt, sind keine etablierten Populationen bekannt. Die Wildnis bietet auch einige der wichtigsten Lebensräume für Vielfraße in den 48 Festlandstaaten. 1948 mit Fallschirmen ausgesetzte Biber haben hier eine gesunde Kolonie aufgebaut.

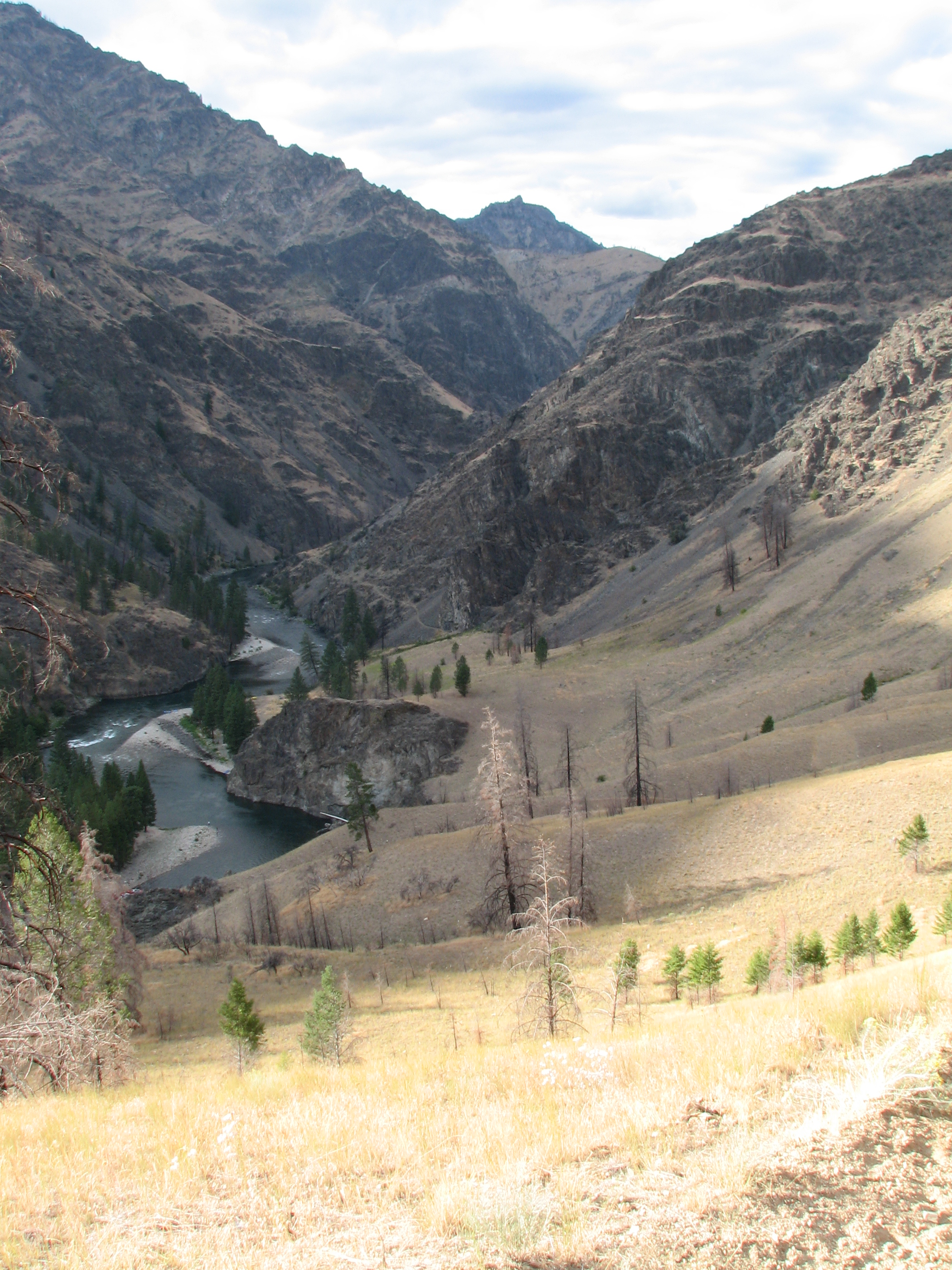
Canyon in der Wilderness Area